# مستخدم (حوسبة)
المستخدم أو المستعمل في المعلوماتية هو مصطلح للدلالة على الشخص الذي يستخدم نظاما حاسوبيا ما أو  أاحمد شعبيو موقع ما على الويب.

ويعرف المستخدم أيضاً بأنه من صمم له نظام أو تطبيق ما لينفذه على الحاسوب
.

## المستخدم النهائي
المستخدم النهائي (بالإنجليزية: End user) مصطلح يشير إلى المشغل النهائي للبرمجيات، وأيضا هو مفهوم في هندسة البرمجيات، يشير إلى تلك المجموعة المجردة من المستخدمين النهائيين (أي مستخدم متوقع أو مستخدم مستهدف) يستخدم المصطلح للتميز بين اولائك الذين يستخدمون البرامج فقط (المستخدم النهائي) وبين المطورين الذين يستخدمون لغة برمجة لتطوير تلك البرامج.
rt__n10